# Dicranota fumipennis
Dicranota (Dicranota) fumipennis là một loài ruồi trong họ Pediciidae. Chúng phân bố ở vùng sinh thái Nearctic.